# Cap (geografia)

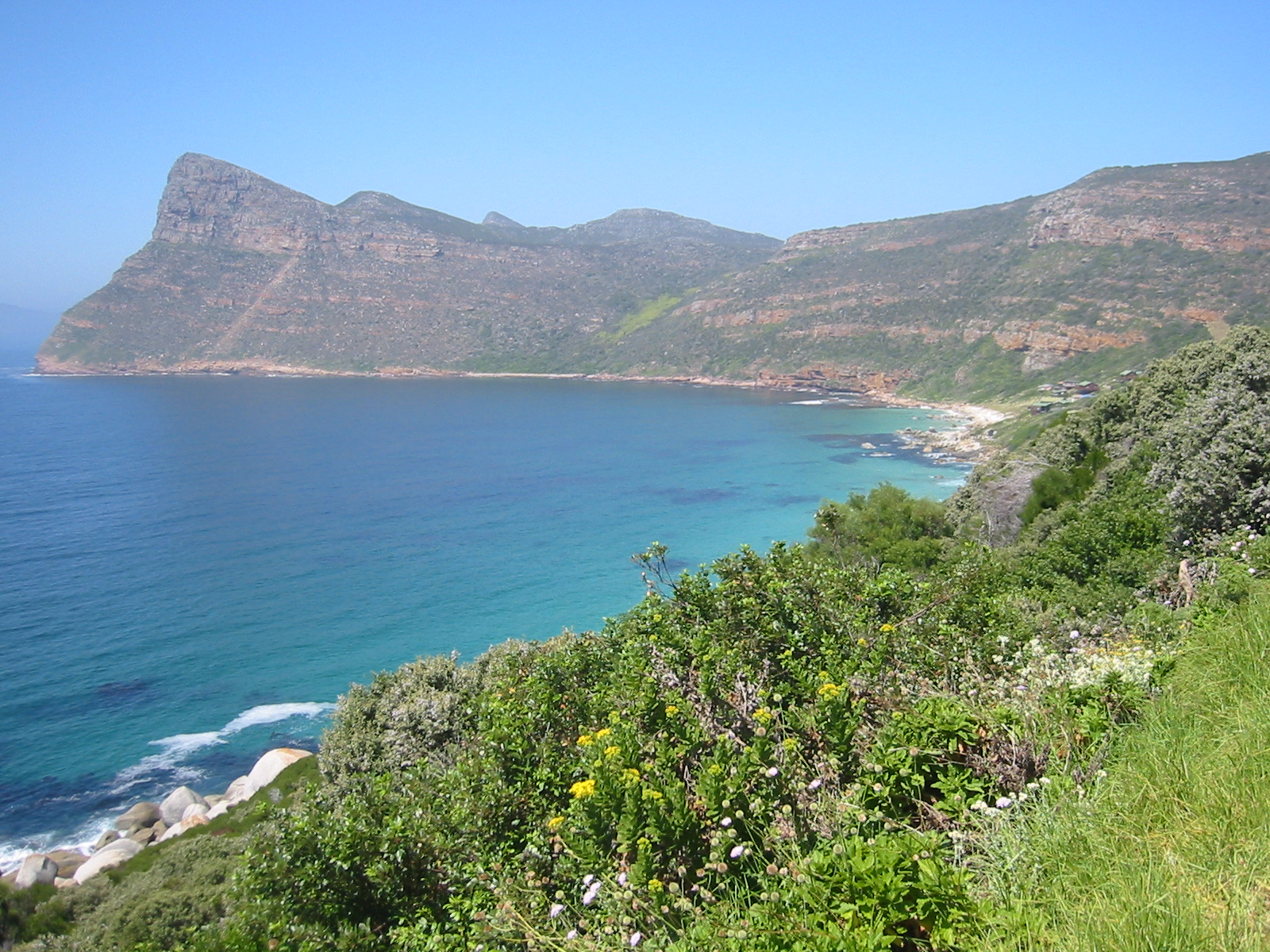
Cap de Bona Esperança

Un cap, punta o promontori és un accident geogràfic format per una massa de terra que es projecta cap a l'interior del mar. Rep aquest nom sobretot quan la seva influència sobre el flux dels corrents costaners és gran i provoca dificultats per a la navegació. Alguns caps són especialment famosos per això, com el cap d'Hornos o el de Bona Esperança.